# Metal Marines
Metal Marines (ミリティア, Militia) est un jeu vidéo de stratégie en temps réel développé et édité par Namco, sorti en 1993 sur Windows et Super Nintendo.

## Accueil
- Computer Gaming World : 2/5 (PC)[1]